# سان‌بیم آلپاین

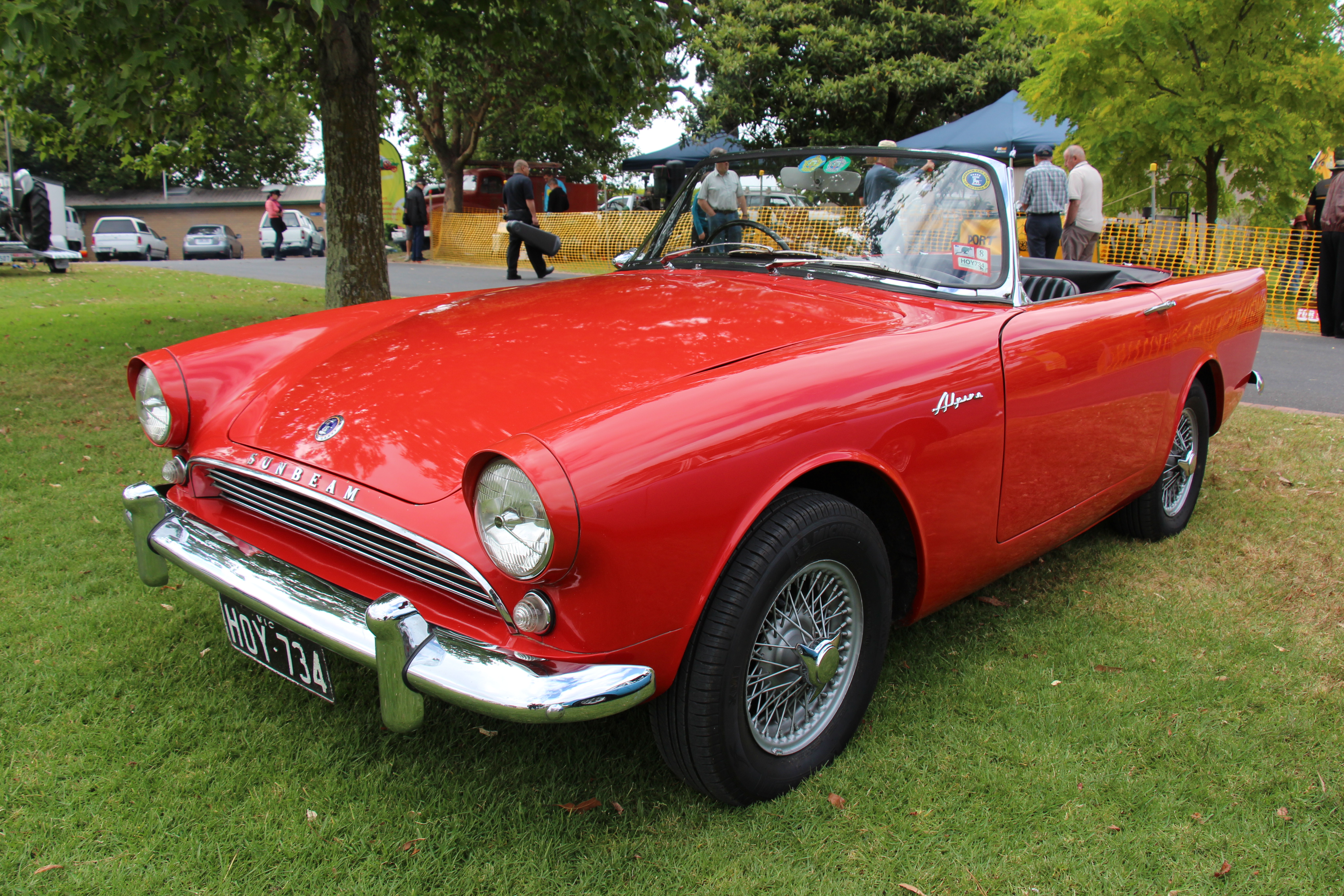
سان‌بیم آلپاین قرمز

سان‌بین آلپاین (Sunbeam Alpine) خودرویی است که در سال‌های ۱۹۵۳ تا ۱۹۷۵تولید شده‌است. 
طراحی آن خودروهای موتور جلو-محور عقب بوده است. 